# Euxootera bilacteata
Euxootera bilacteata là một loài bướm đêm trong họ Noctuidae.